# Kambodzsai–vietnámi háború
A kambodzsai–vietnámi háború 1978-tól 1989-ig zajlott Kambodzsa és Vietnám között. Az 1975-ben Kambodzsában hatalomra került Vörös Khmerek határ menti támadásai miatt Vietnám 1978-ban bevonult Kambodzsába, ahol véget vetettek a Vörös Khmer rémuralomnak és népirtásnak. Kína az invázió miatt megtámadta Vietnám északi tartományait, de a körülbelül egy hónapig tartó összetűzés végén visszavonta csapatait. Vietnám egészen 1989-ig Kambodzsában maradt, de a megcsappant szovjet gazdasági és katonai támogatás miatt végül kivonult Kambodzsából.

## Előzmények
A két ország között a konfliktus akkor éleződött ki, amikor Kambodzsában 1975-ben hatalomra kerültek a Kína által támogatott, Pol Pot által vezetett Vörös Khmerek. Kikiáltották a Demokratikus Kambodzsát, majd megkezdődött az értelmiségiek és a veszélyesnek ítélt emberek összegyűjtése és kivégzése. Ez végül az egész ország lakosságára kiterjedő iszonyatos népirtássá vált, amit fokozott az életképtelen vörös khmer utópia által gerjesztett gazdasági és szociális katasztrófa, amelynek során további százezrek pusztultak el a nélkülözésektől. Az évek során a Vörös Khmerek több alkalommal is fegyveres összetűzésbe kerültek az 1975-ben egyesült szomszéd országgal, Vietnámmal. Kambodzsa igényt tartott egyes határ menti területekre, és gyakran katonákkal támadta Vietnám területét.
1975 tavaszán megtámadták a Ho Si Minh-várostól 250 km-re nyugatra található Phú Quốc szigetet, Vietnám legnagyobb szigetét. Vietnám gyors ellentámadással visszafoglalta a szigetet, sőt, rövid időre megszállta a Kambodzsához tartozó Poulo Wai apró szigetét is. A Kambodzsában élő vietnámi kisebbséghez tartozók ezrei menekültek át Vietnámba. Pol Pot már évek óta arra törekedett, hogy az országi nemzeti kisebbségeit, így a vietnámiakat kiirtsa. Phnompen 1976-ban tárgyalásokat kezdeményezett Hanoival, de Vietnám hűvösen fogadta a békülési szándékot, mivel Kambodzsa továbbra is területi követelésekkel állt elő.
Pol Pot folytatta országon belüli ellenségeinek felkutatását, az üldözöttek emiatt gyakran Vietnám területére menekültek. 1977 áprilisában emiatt Kambodzsa támadást indított Vietnám középső területe ellen, és 10 kilométer mélyen benyomult az országba. Ősszel egy újabb támadás során még mélyebbre hatoltak Vietnám területére. Később kiderült, hogy az akció során a kambodzsai katonák egy vietnámi határvárosban – Châu Đốcban – több ezer embert végeztek ki. A beszámíthatatlan Pol Pot olyan terveket szövögetett, hogy a teljes vietnámi népet ki fogja irtani.

## Kambodzsa megszállása
1978-ban újra betörtek a Vörös Khmerek Vietnám területére, emiatt 1978 végén Hanoi megalapította a kambodzsai ellenállókból és menekültekből álló Kambodzsai Nemzeti Egységfront a Nemzet Megmentéséért nevű szervezetet. A vietnámi vezetés ezzel felkészült Kambodzsa megszállására, mivel ezt a szervezetet szánták a Vörös Khmerek legyőzése utáni új politikai vezetők bázisául. Az invázió Lê Đức Anh tábornok vezetésével 1978. december 25-én indult meg. A vietnámi hadsereg gyorsan haladt előre, a Vörös Khmerek nem tudtak hatékony ellenállást kifejteni.  Január 3-án Ieng Sary, vörös khmer kormány miniszterelnök-helyettese, arra kérte az ENSZ Biztonsági Tanácsát, hogy tegyen lépéseket a vietnámi támadás leállítására. Január 7-én a vietnámi haderő elfoglalta a kambodzsai fővárost, Phnompent. A Vörös Khmerek a thai határ környéki hegyekbe szorultak vissza, ahol gerilla-hadviselésre rendezkedtek be.

### Kínai beavatkozás
Kína rossz szemmel nézte Vietnám akcióját a pártfogása alatt álló Kambodzsa ellen, de az még jobban zavarta, hogy Vietnám főleg a Szovjetunióval szándékozott szoros kapcsolatot kiépíteni. Emellett területi vita is volt a két ország között a Dél-Kínai tengeren található Spratly-szigetek és a Paracel-szigetek tekintetében.
A pekingi vezetés úgy döntött, katonai erővel próbál nyomást gyakorolni Vietnámra (és közvetve a Szovjetunióra), ezért 1979 februárjában katonái behatoltak Vietnám északi részére. Kína túlerőben lévő csapatait a helyi vietnámi milícia állította meg, így elkerülhetővé vált, hogy Kambodzsából visszavonják a vietnámi reguláris erőket. Kína, hogy győztesként állítsa be magát, gyorsan visszavonta csapatait, és bejelentette, hogy győzelmet ért el.

### Újjáépítés
Vietnám az invázió után egy teljesen lepusztult országot talált Kambodzsában: Pol Pot uralma miatt a gazdaság romokban hevert, megszüntették a pénzt, a földek állami tulajdonba kerültek, ahol kitelepített embereket dolgoztattak. A korábbi infrastruktúra megsemmisült, a helyette kiépített mezőgazdasági infrastruktúra pedig teljesen hatástalan volt, mert a vörös khmer a tervek nélkül megalkotott elképzeléseit a párthoz lojális, ámde hozzá nem értő (gyakran írástudatlan) személyekre bízta. Nem volt szervezett államigazgatás. Családokat szakítottak szét, becslések szerint több millió ember halt meg. Vietnámi támogatással felállt az új kormány, és kikiáltották a Kambodzsai Népköztársaságot.
A megszállás után anarchia tört ki az országban, vidékről menekültáradat indult Thaiföld felé. A szervezetlenség és az aszály miatt két évig tartó éhínség tört ki, amely rengeteg ember halálát okozta. A vietnámi vezetés és az új kambodzsai bábkormány kezdetben elutasított minden humanitárius segítséget, végül engedve a nemzetközi nyomásnak, beengedték az országba a segélyszállítmányokat.
Szovjet gazdasági támogatással lassan megkezdődött az ország újjáépítése. Vietnám körülbelül 150 000 katonát állomásoztatott Kambodzsában, akik folyamatos gerillaharcot folytattak a hegyekben bujkáló Vörös Khmerekkel.

## Vietnám kivonulása
Az 1980-as évek közepére a Szovjetunió számára egyre nagyobb terhet jelentett Vietnám és Kambodzsa anyagi támogatása. 1989 februárjában Gorbacsov és Teng Hsziao-ping tárgyalásokba kezdett Kambodzsa ügyében. Megállapodás született a vietnámi haderő teljes kivonásáról Kambodzsa területéről. Szeptemberben Vietnám bejelentette, hogy megkezdte csapatai kivonását, amit az év végéig be is fejezett.

## Fordítás
- Ez a szócikk részben vagy egészben  a   Cambodian-Vietnamese War című angol Wikipédia-szócikk ezen változatának fordításán alapul.  Az eredeti cikk szerkesztőit annak laptörténete sorolja fel. Ez a jelzés csupán a megfogalmazás eredetét és a szerzői jogokat jelzi, nem szolgál a cikkben szereplő információk forrásmegjelöléseként.